# Li Junhui
Li Junhui (chinês simplificado: 李俊慧; Liaoningue, 10 de maio de 1995) é um jogador de badminton chinês, medalhista olímpico.

## Carreira
Nos Jogos Olímpicos de Verão de 2020, em Tóquio, conquistou a medalha de prata na categoria duplas masculinas ao lado de Liu Yuchen após confronto na final contra os taiwaneses Lee Yang e Wang Chi-lin. Em novembro de 2021, Li anunciou sua aposentadoria do badminton profissional citando lesões que sofreu e não se recuperou totalmente desde 2017.